# Svenska Väg
Svenska Väg AB, Solna, var ett företag inom Johnson-gruppen som utförde bro-, hamn-, hus-, och vägbyggnationer, sprängnings- och planeringsarbeten samt asfaltbeläggningar. 

## Historia
Svenska Väg bildades den 1 oktober 1930 då Nya Murbruksfabrikens i Stockholm AB avskilde den vägbyggnadsavdelning som funnits sedan 1927 i ett separat bolag. Redan 1925 hade Nya Murbruksfabriken börjat söka sig till vägbyggnadsbranschen. Det första asfaltverket inköptes i december 1926. Man kom att på entreprenad utföra Stockholms stads vägunderhållnings- och asfaltsarbeten. Under andra världskriget åtog man sig även stora befästningsarbeten för armén och marinen. 1963 förvärvades Granit & Beton AB (grundat 1910).

### Jubileum
Svenska Väg fyllde 50 år 1980. Till jubileet utgavs en påkostad fotobok Svenska väg 50 år 1930-1980 (1980) av Gullers International AB.

## Sammanslagning
Svenska Väg, som redan från starten ingick i Johnson-gruppen, slogs 1982 samman med Nya Asfalt AB till JCC, numera NCC.
Ett företag vid namnet Svenska Väg AB existerar idag. Det är dock en fortsättning på företaget Svenska Vägbeläggningar som gick i konkurs 1992. Företaget har sitt säte i Kungsängen och bedriver asfaltsarbeten, anläggningsarbeten, sandsopning och skötselarbeten.